# Мишук, Михаил Никитович
Михаи́л Ники́тович Мишу́к (2 декабря 1913, Штормово, Новоайдарский район — 25 ноября 1982, Москва) — советский военачальник. Заместитель Главнокомандующего ВВС СССР (1966—1982). Герой Социалистического Труда (1978), лауреат Ленинской премии (1976), генерал-полковник авиации (1971), доктор технических наук (1966).

## Биография

### Ранние годы
Генерал-полковник авиации Михаил Никитович Мишук родился 2 декабря 1913 г. — сын незаслуженно репрессированного героя Гражданской войны, командира кавалерийского корпуса, одного из первых кавалеров ордена Красного Знамени Никиты Ивановича Мишука, расстрелянного в 1938 году.
В 19 лет он окончил техникум механизации сельского хозяйства в городе Гайсине Винницкой областии в 1932 г. поступил в Ленинградское высшее военно-морское инженерное училище им. Ф. Э. Дзержинского. Со второго курса Мишук был послан на учёбу в Военно-воздушную инженерную академию (ВВИА) им. проф. Н. Е. Жуковского. Учёбу в ней он вынужден был прервать по причине необоснованных обвинений в адрес его отца (Никита Иванович Мишук был посмертно реабилитирован 21 июля 1956 года) и продолжил учёбу в Московском автодорожном институте, который и окончил с золотой медалью. 17 июня 1939 года М. Н. Мишук возвратился на учёбу в ВВИА им. проф. Н. Е. Жуковского и успешно закончил её в 1940 г. Период учёбы в академии был очень важным в его жизни, он по-настоящему полюбил авиацию, которая стала делом всей его жизни.

### Военные годы
В начальный период Великой Отечественной войны, будучи старшим инженером оперативной авиагруппы ВВС КБФ на острове Эзель в Балтийском море, он проявил личный героизм и мужество при её эвакуации с занятого немцами острова. М. Н. Мишук собрал из нескольких разбитых самолётов один, способный летать, и вместе с командиром полка они последними улетели с острова на Большую землю. В дальнейшем авиабригада ВВС КБФ преобразуется в ударную авиагруппу Ставки Верховного Главнокомандования по обеспечению защиты с воздуха Дороги жизни, проложенной по льду Ладожского озера в осажденный Ленинград.
В июле 1942 г. Михаил Никитович назначается заместителем главного инженера по эксплуатации ВВС Северного флота. При его непосредственном участии проводится ряд работ научно-технического характера, позволивших значительно повысить боевую эффективность самолётов за счет установки на них дополнительного оборудования и вооружения. Этот опыт широко использовался во многих частях ВВС. В целом инженерно-авиационные службы, в руках которых были «ключи» от аэродромов боевых авиачастей, внесли весомый вклад в обеспечение боевых действий. И в этом немалая заслуга М. Н. Мишука.

### После войны
С 1953 года — начальник Военного авиационно-технического училища им. В. М. Молотова.
После войны его незаурядные способности особенно ярко проявились на посту начальника Научно-испытательного института авиации ВМФ, созданного с его участием в 1955 г., и в должности председателя Научно-технического комитета Военно-воздушных сил.
Под его руководством Комитет определял перспективы развития отечественной авиационной техники совместно с генеральными конструкторами, руководителями отраслей промышленности и Академией наук страны.
Особо напряженный и плодотворный этап в жизни М. Н. Мишука — работа с 1966 по 1971 г. заместителем главнокомандующего ВВС по инженерной авиационной службе, а с 1971 г. и до последних дней своей жизни, в период наиболее бурного развития авиации в нашей стране, — начальником вооружения — заместителем главнокомандующего ВВС по вооружению. Михаил Никитович отдает все силы, энергию, богатый боевой и жизненный опыт решению самых сложных технических проблем комплексного подхода по созданию авиационной техники, повышению её боевой эффективности и надежности. Методология комплексного подхода была научно обоснована М. Н. Мишуком в его докторской диссертации. Михаилу Никитовичу как ученому, доктору технических наук, профессору принадлежит особая заслуга в разработке методологии долгосрочного программного планирования развития отечественной авиации. Эта методология стала теоретической базой работ по созданию самолётов третьего поколения: фронтовых истребителей МиГ-21 различных модификаций и МиГ-23, истребителей-перехватчиков Су-9, Су-11 и МиГ-25, ударных фронтовых самолётов Су-7Б, Су-17 различных модификаций и Су-24, боевых и транспортно-боевых вертолетов Ми-8МТ и Ми-24, дальних и стратегических бомбардировщиков Ту-16, Ту-22, Ту-95, опытных образцов авиационной техники 4 поколения (Су-27, МиГ-29, Ту-160, Су-25, Ка-52 и др.).
Одновременно Мишук принимал активное участие в создании НИИ ВВС, который должен был обосновывать главные направления развития авиационной техники, долгосрочные программы вооружения, разрабатывать требования на создание и модернизацию образцов авиационной техники и средств обеспечения полетов. Такой институт был создан в 1961 году как Центральный НИИ авиационной и космической техники.
Скончался 25 ноября 1982 года. Похоронен на Новодевичьем кладбище.

### Основные этапы жизненного пути
- 1 сентября 1929-20 июня 1932 Студент техникума механизации сельского хозяйства г. Гайсин Винницкой обл.
- 27 июня 1932-29 ноября 1934 Курсант Высшего военно-морского инженерного училища им. Ф. Э. Дзержинского г. Ленинград
- 29 ноября 1934-30 июня 1938 Слушатель Военно-воздушной академии им. Н. Е. Жуковского г. Москва
- 30 июня 1938-17 июня 1939 Студент Московского автодорожного института г. Москва
- 17 июня 1939-14 мая 1940 Слушатель Военно-воздушной академии им. Н. Е. Жуковского г. Москва
- 14 мая 1940-20 августа 1941 Инженер авиаэскадрильи 13 АП ВВС КБФ Военно-морская база на п/о Ханко
- 20 августа 1941-10 ноября 1941 Старший инженер оперативной авиагруппы ВВС КБФ на о. Эзель
- 10 ноября 1941 — 4 февраля 1942 Старший инженер 61-й истребительной авиабригады ВВС КБФ г. Новая Ладога
- 4 февраля 1942-20 мая 1942 Старший инженер 25-го истребительного авиаполка ударной авиагруппы Ставки Верховного Главнокомандования г. Тихвин
- 20 мая 1942-25 июля 1942 Старший инженер ударной авиагруппы Ставки Верховного Главнокомандования р-н г. Ленинград и г. Мурманск
- 25 июля 1942-8 октября 1944 Заместитель главного инженера по эксплуатации ВВС Северного флота р-н г. Мурманска Губа-Грязная
- 8 октября 1944-23 мая 1946 Начальник опытного отдела Управления инженерной авиаслужбы ВМФ г. Москва
- 23 мая 1946-26 апреля 1950 Заместитель начальника Управления инженерной авиационной службы ВМФ по НИР и ОКР г. Москва
- 26 апреля 1950-8 августа 1953 Главный инженер ВВС Балтийского флота г. Таллин
- 8 августа 1953-1 октября 1955 Начальник Военно-морского авиационного училища г. Пермь
- ноябрь 1995- август 1956 Начальник Научно-исследовательского и испытательного института № 15 г. Феодосия
- август 1956- сентябрь 1957 Заместитель начальника Управления опытного строительства авиатехники ВМФ г. Москва
- сентябрь 1957-ноябрь 1958 Заместитель начальника Управлений опытного строительства авиатехники ВВС г. Москва*
- ноябрь 1958- декабрь 1959 Генерал для особых поручений главнокомандующего ВВС Председатель НТК ВВС г. Москва
- декабрь 1959—1966 Председатель НТК ВВС г. Москва
- 1966—1971 Главный инженер ВВС — заместитель главнокомандующего ВВС по ИАС г. Москва
- 1971—1982 Начальник вооружения ВВС заместитель главнокомандующего ВВС по вооружению г. Москва

## Награды
Мишук первым в ВВС стал Героем Социалистического Труда. Среди его многочисленных наград:

### Награды СССР
- Золотая медаль Героя Социалистического Труда
- Золотая медаль лауреата Ленинской премии
- Два ордена Ленина
- Орден Красного Знамени
- Орден Отечественной войны I степени
- Орден Отечественной войны II степени
- Два ордена Трудового Красного Знамени
- Два ордена Красной Звезды
- Медаль «За боевые заслуги»
- Медаль «За воинскую доблесть», в ознаменование 100-летия со дня рождения В. И. Ленина
- Медаль «За оборону Ленинграда»
- Медаль «За оборону Советского Заполярья»
- Медаль «За победу над Германией в Великой Отечественной войне 1941—1945 гг.»
- Медаль «Двадцать лет победы в Великой Отечественной войне 1941—1945 гг.»
- Медаль «Тридцать лет победы в Великой Отечественной войне 1941—1945 гг.»
- Медаль «За победу над Японией»
- Медаль «Ветеран Вооруженных сил СССР»
- Медаль «30 лет Советской Армии и Флота»
- Медаль «40 лет Вооруженных Сил СССР»
- Медаль «50 лет Вооруженных Сил СССР»
- Медаль «60 лет Вооруженных Сил СССР»
- Медаль «В память 800-летия Москвы»
- Медаль «В память 250-летия Ленинграда»
- Медаль «За безупречную службу I степени»

### Награды иностранных государств
Монгольская Народная Республика
- Орден «За боевые заслуги»
- Медаль МНР «50 лет монгольской народной революции»
- Медаль МНР «30-летие победы на Халхин-Голе»
- Медаль МНР «50 лет Монгольской народной армии»
- Медаль МНР «30 лет победы над милитаристской Японией»
- Медаль МНР «60 лет Монгольской народной армии»
- Медаль МНР «Халхин-Гол»

Польская Народная Республика
- Орден ПНР — офицерский крест ордена Возрождения Польши IV степени
- Медаль ПНР «Братство по оружию»

Народная Республика Болгария
- Орден НРБ «9 сентября 1944 г.» с мечами I степени
- Медаль НРБ «30 лет победы над фашистской Германией»
- Медаль НРБ «100 лет освобождения Болгарии от оттоманского рабства»

Китайская Народная Республика
- Орден КНР «Военно-Морской Флот»
- Медаль КНР «Советско-китайской дружбы»

ЧССР:
- Медаль ЧССР «За укрепление дружбы по оружию» I степени

Венгерская Народная Республика
- Медаль ВНР «За службу Родине», золотая степень

Куба
- Медаль Кубы «XX лет революционной армии»